# Almos (Hiltpoltstein)
Almos ist ein Gemeindeteil der Marktes Hiltpoltstein im Landkreis Forchheim (Oberfranken, Bayern).

## Geografie
Das im nordwestlichen Teil der Pegnitz-Kuppenalb gelegene Dorf befindet sich etwa zweieinhalb Kilometer nordöstlich von Hiltpoltstein auf einer Höhe von 492 m ü. NHN.

## Geschichte
Gegen Ende des Mittelalters gehörte Almos zum kurpfälzischen Amt Betzenstein. Im Landshuter Erbfolgekrieg wurde unter anderem auch das Betzensteiner Amtsgebiet von den Truppen der Reichsstadt Nürnberg besetzt und diese Inbesitznahme nach langwierigen Verhandlungen von der Kurpfalz vertraglich anerkannt. Infolge dieses Vertrages hatte das nürnbergische Pflegamt Hiltpoltstein zwar die Hochgerichtsbarkeit über Almos, nicht jedoch die Dorf- und Gemeindeherrschaft. Diese wurde weiterhin von der Kurpfalz ausgeübt, so dass der Ort unter deren Landeshoheit verblieb und eine Enklave innerhalb des Hiltpoltsteiner Pflegamtes bildete. Im Wesentlichen änderte sich daran nichts, als die Oberpfalz nach der Ächtung des pfälzischen Kurfürsten Friedrich V. (des sogenannten Winterkönigs) als Lehen an Kurbaiern übergeben wurde. Für Almos bedeutete dies, dass die Dorf- und Gemeindeherrschaft nunmehr vom bairischen Landrichteramt Schnaittach ausgeübt wurde und die Hoheit über den Ort zu einer anderen wittelsbachischen Linie wechselte. In der Folgezeit blieben diese Verhältnisse weitgehend unverändert, bis Almos im Jahr 1803 entsprechend der im Haupt-Landes-Grenz- und Purifikationsvergleich mit dem Königreich Preußen vereinbarten Bedingungen dem preußischen Ansbach-Bayreuth übergeben wurde. Es wurde damit zu einem Bestandteil des Eschenauer Straßendistrikts, eines bruchstückhaften Korridors, mit dem die beiden geografisch voneinander getrennten Teile dieses Territoriums über eine Militärstraße miteinander verbunden wurden. Nach der preußischen Niederlage im Vierten Koalitionskrieg wurde das Dorf zusammen mit dem gesamten Fürstentum Bayreuth 1807 einer vom Französischen Kaiserreich eingesetzten Militärverwaltung unterstellt. Mit dem käuflichen Erwerb im Jahr 1810 durch das Königreich Bayern dieses Fürstentums wurde Almos wieder bayerisch.
Durch die Verwaltungsreformen zu Beginn des 19. Jahrhunderts im Königreich Bayern wurde Almos mit dem Zweiten Gemeindeedikt 1818 ein Teil der Landgemeinde Schossaritz. 1829 schloss sich die Gemeinde Schossaritz auf eigenen Wunsch der Gemeinde Großenohe an, zu der neben dem namensgebenden Ort auch die beiden Dörfer Kappel und Kemmathen sowie die Einöde Spiesmühle gehörten. Die dadurch vergrößerte Gemeinde führte den Namen Kappel. Im Zuge der kommunalen Gebietsreform in Bayern wurde Almos zusammen mit der gesamten Gemeinde Kappel im Jahr 1978 in den Markt Hiltpoltstein eingegliedert.

## Verkehr
Die Anbindung an das öffentliche Straßennetz erfolgt hauptsächlich durch die Bundesstraße 2, die unmittelbar am südlichen Ortsrand des Dorfes vorbeiführt. Die Kreisstraße FO 20 führt von Almos aus nach Möchs, etwa einen Kilometer nordwestlich.

## Tourismus

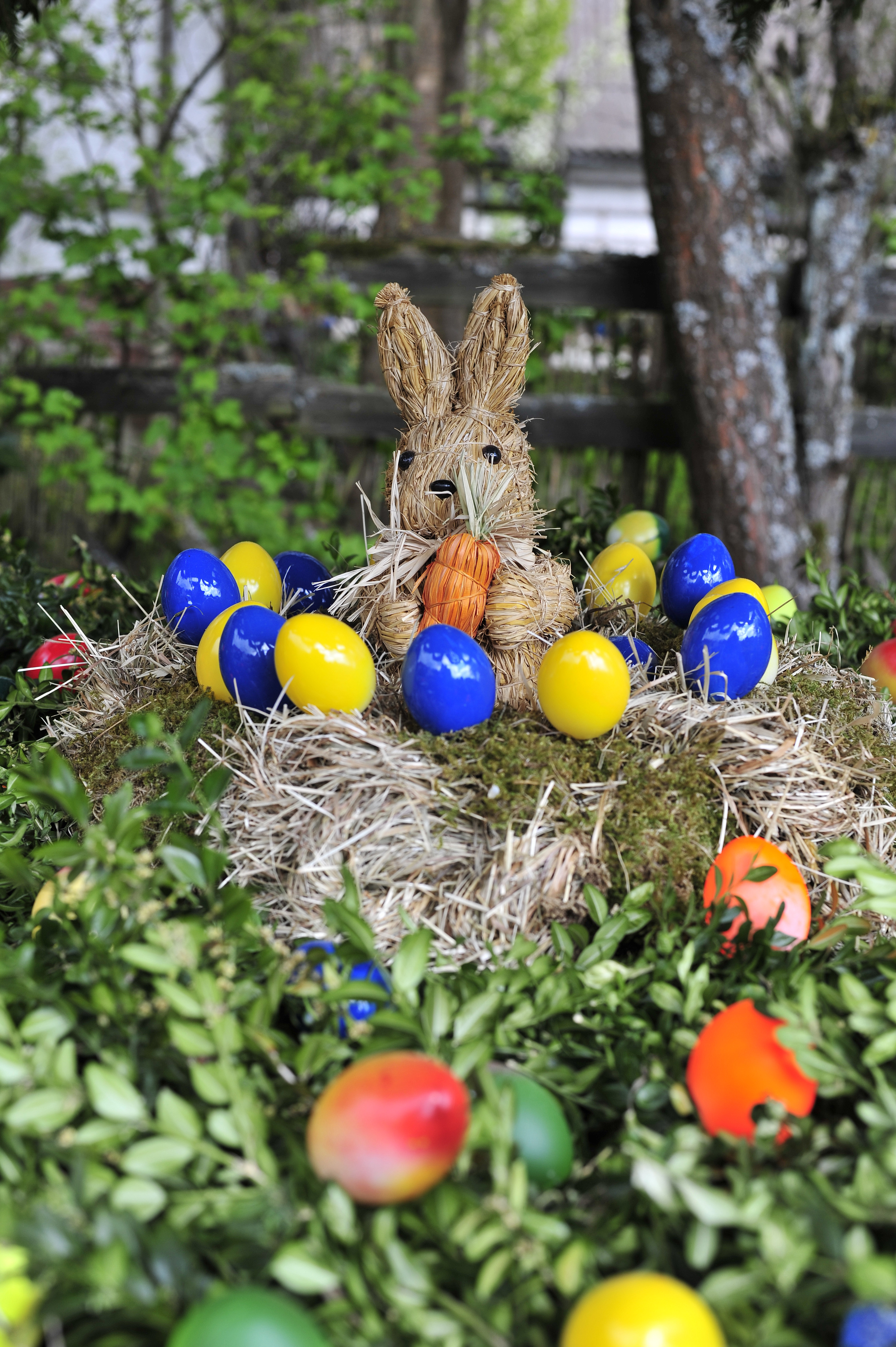
Der Dorfbrunnen von Almos zur Osterzeit

Wie in vielen Orten der Umgebung wird der Dorfbrunnen von Almos während der Ostertage festlich geschmückt.